# Walther Zalmijn

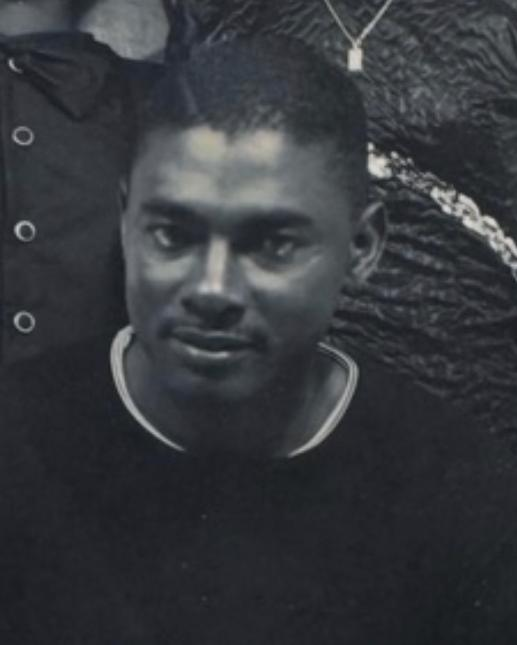
Walther André Zalmijn was een top politicus, vakbondsleider en Zakenman

André Zalmijn (5 september 1923 – 2 mei 1979) was een Surinaams vakbondsbestuurder en politicus.
Hij was hoofdpropagandist bij de Nationale Partij Suriname (NPS) maar ook voorzitter van diverse bonden. In 1973 werd Zalmijn bij een speciale kroetoe (vergadering) van 'boslandbewoners' (Marrons) aangewezen als de NPS-kandidaat voor het district Boven-Marowijne bij de parlementsverkiezingen later dat jaar. Bij die verkiezingen werd hij verkozen tot lid van de Staten van Suriname. In 1977, Suriname was intussen onafhankelijk geworden, werd hij herkozen tot lid van het parlement. Anderhalf jaar later overleed hij op 56-jarige leeftijd. Omdat de oppositie maanden lang geen quorum wilde verlenen om Zalmijns opvolger Max Koorndijk toe te laten tot het parlement had het overlijden van dit parlementslid een extra grote impact op de Surinaamse politiek.
Walther André Zalmijn was, behalve statenlid, ook een groot ondernemer. Die o.a. een busonderneming bezat die passagiers vervoerde van Albina, Moengo, Moengotapoe,  Paramaribo enz.
Hij stond bekend als liefhebber van mooie auto's en bezat vele Amerikaanse collectors items.
Ook was hij de grootvader van de welbekende parlementarier van de NPS: Patricia Etnel.